# Тогызбай (озеро, Карабалыкский район)
Тогызбай (устар. Тогузбай, Тогизбай; каз. Тоғызбай) — озеро в Карабалыкском районе Костанайской области Казахстана. Находится в 10 км к северу от села Ленинское.
По данным топографической съёмки 1944 года, площадь поверхности озера составляет 4,3 км². Наибольшая длина озера — 2,5 км, наибольшая ширина — 2,1 км. Длина береговой линии составляет 8 км, развитие береговой линии — 1,08. Озеро расположено на высоте 218 м над уровнем моря. Площадь водосбора — 44,5 км².